# Kamgelélav
Kamgelélav (Collema cristatum) är en lavart som först beskrevs av L., och fick sitt nu gällande namn av Weber och F.H.Wigg.. Kamgelélav ingår i släktet Collema, och familjen Collemataceae. Enligt den finländska rödlistan är arten nära hotad i Finland. Arten är reproducerande i Sverige. Artens livsmiljö är kalkstensklippor och kalkbrott, inklusive bar kalkjord.

## Bildgalleri

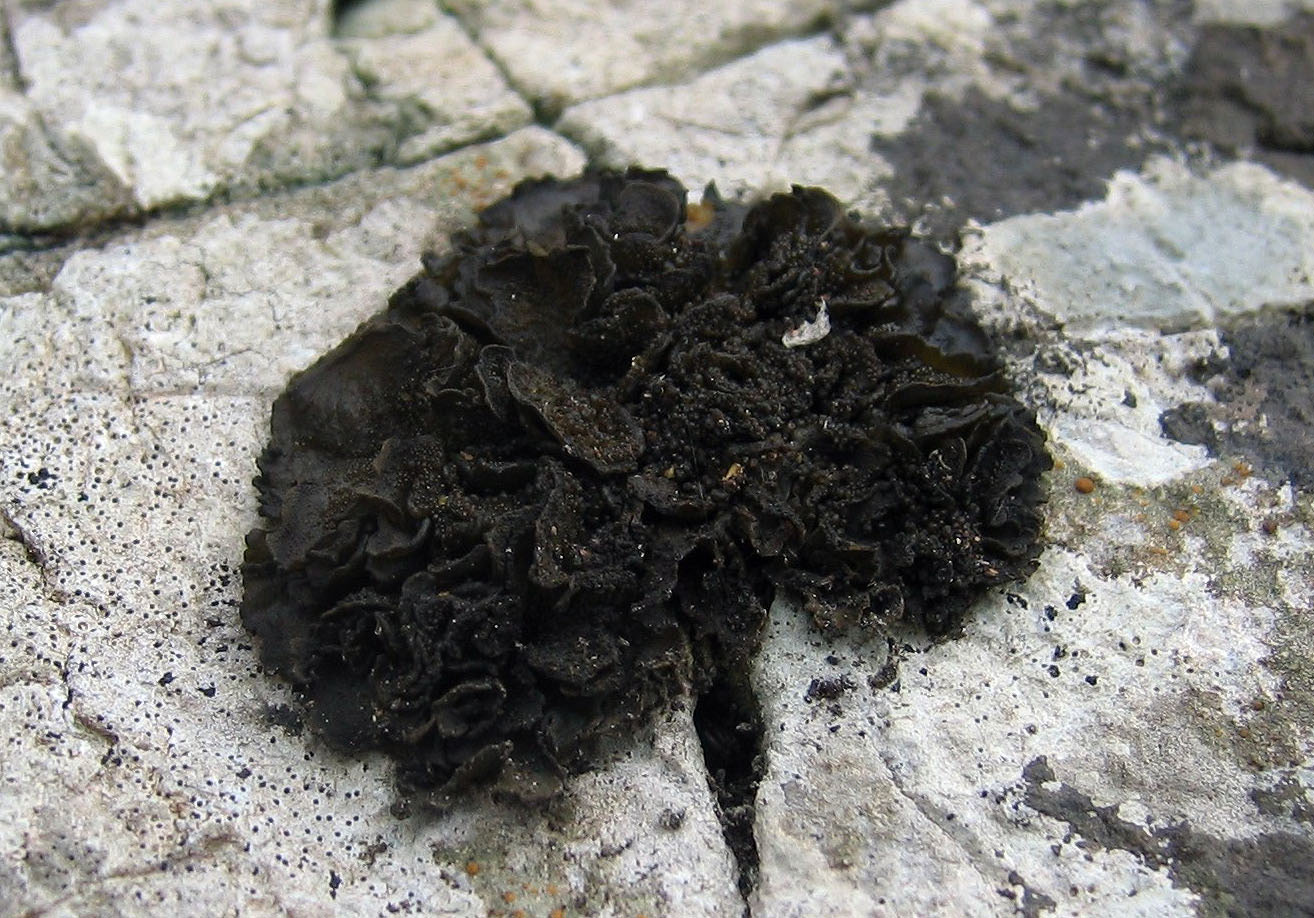